# Eunha
Jung Eun-bi (née le 30 mai 1997), plus connue par son nom de scène Eunha, est une chanteuse et actrice sud-coréenne. Elle est surtout connue pour avoir été la chanteuse secondaire du girl group GFriend. Eunha a débuté le 9 février 2022 en tant que membre du trio Viviz.

## Jeunesse
Eunha est née à Séoul. Elle était une enfant actrice, et a eu un rôle dans le drama Love and War sorti en 2007. Elle a été stagiaire chez LOEN Entertainment avant d'être finalement envoyé chez Source Music. À l'âge de sept ans, on lui a diagnostiqué une histiocytose langerhansienne. Elle a alors été traitée et a eu des tests sanguins réguliers jusqu'à ses onze ans. Elle a été soignée avec succès et il n'y a aucun risque de rechute.

## Carrière
Eunha a débuté en tant que membre de GFriend début 2015 avec la chanson "Glass Bead". Elle a figuré sur le single "Han River at Night" de Pro C, sorti le 21 octobre 2015. Le premier travail solo d'Eunha est la chanson "Don't Come to Farewell", enregistrée pour faire la bande-son du drama Six Flying Dragons. Elle est sortie le 7 mars 2016.
Elle a joué un rôle dans le web drama de MBC MBig TV Oh My God! Tip avec Park Kyung de Block B. Eunha a ensuite chanté sur le single "Inferiority Complex" de Park Kyung, sorti le 25 mai 2016,.

## Discographie

### Singles
| Titre                                                                                 | Année | Meilleure position | Ventes         | Album                        |
| Titre                                                                                 | Année | COR                | Ventes         | Album                        |
| ------------------------------------------------------------------------------------- | ----- | ------------------ | -------------- | ---------------------------- |
| "Han River at Night" (밤에 본 한강) (Pro C featuring Eunha)                           | 2015  | —                  | NC             | Non-album single             |
| "Inferiority Complex" (자격지심) (Park Kyung featuring Eunha)                         | 2016  | 3                  | - COR: 888,848 | Notebook                     |
| "Firefly" (Hwang Chi Yeul et Eunha)                                                   | 2016  | —                  | NC             | Fall in , girl Vol. 1        |
| "Chemistry" (케미) (MC Mong featuring Eunha)                                          | 2016  | 28                 | - COR: 40,317+ | U.F.O (Utter Force On)       |
| "Taxi" (Sunny Girls (Eunha, YooA, Cheng Xiao, Nayoung et Nancy))                      | 2016  | —                  | NC             | Inkigayo Music Crush Part. 2 |
| "—" signifie que le morceau ne s'est pas classé ou n'est pas sorti dans cette région. |       |                    |                |                              |

### Bandes-son
| Titre                                                                                 | Année | Meilleure position | Album                            |
| Titre                                                                                 | Année | COR                | Album                            |
| ------------------------------------------------------------------------------------- | ----- | ------------------ | -------------------------------- |
| "Don't Come to Farewell" (이별로 오지마)                                              | 2016  | 98                 | Six Flying Dragons OST Part 7    |
| "Love-ing" (사랑 ing)                                                                 | 2017  | 82                 | Temperature of Love OST Part 2   |
| "You Look Nice Today" (오늘따라 예쁘다)                                               | 2017  | —                  | The Package OST Part 5           |
| "Hope" ( 희망)                                                                        | 2017  | —                  | Grand Chase for Kakao OST        |
| "So In Love"                                                                          | 2018  | —                  | Lovely Horribly OST Part 4       |
| "Tell me" (말해줘요)                                                                  | 2019  | —                  | The Crowned Clown OST Part 3     |
| "Mr. Stranger" (featuring Kisum)                                                      | 2019  | —                  | My Absolute Boyfriend OST Part 3 |
| "BUDDY! Birdie!"                                                                      | 2021  | —                  | Birdie Crush OST                 |
| "Pit-A-Pat" (설레)                                                                    | 2021  | —                  | She Would Never Know OST         |
| "At the End of Time" (시간의 끝에서)                                                  | 2021  | —                  | The Stairway of Time OST         |
| "—" signifie que le morceau ne s'est pas classé ou n'est pas sorti dans cette région. |       |                    |                                  |

## Filmographie

### Dramas
| Année | Titre          | Rôle        | Chaîne      | Notes                            |
| ----- | -------------- | ----------- | ----------- | -------------------------------- |
| 2007  | Love & War     | Im Su-young | KBS2        | Créditée en tant que Jung Eun-bi |
| 2016  | Oh My God! Tip | Elle-même   | MBC MBig TV | Web drama                        |

### Émissions
| Année | Programme           | Chaîne  | Notes             |
| ----- | ------------------- | ------- | ----------------- |
| 2016  | King of Mask Singer | MBC     | Épisodes 67 et 68 |
| 2016  | The Show            | SBS MTV | MC spéciale       |

### Apparitions dans des vidéoclips
| Année | Vidéoclip          | Artiste           | Notes        |
| ----- | ------------------ | ----------------- | ------------ |
| 2015  | "You're Beautiful" | Yoo Seung-woo     |              |
| 2015  | "Sweetie Pie"      | Lee Seung-hwan    | avec GFriend |
| 2016  | "Cool Girl"        | Jin Hae-sung (ko) |              |

## Récompenses et nominations

### Mnet Asian Music Awards
| Année | Catégorie               | Travail nommé                               | Résultat   |
| ----- | ----------------------- | ------------------------------------------- | ---------- |
| 2016  | Meilleure collaboration | "Inferiority Complex" de Park Kyung & Eunha | Nomination |
| 2016  | Chanson de l'année      | "Inferiority Complex" de Park Kyung & Eunha | Nomination |

### MelOn Music Awards
| Année | Catégorie   | Travail nommé                               | Résultat   |
| ----- | ----------- | ------------------------------------------- | ---------- |
| 2016  | Rap/Hip-hop | "Inferiority Complex" de Park Kyung & Eunha | Nomination |

### Golden Disk Awards
| Année | Catégorie       | Travail nommé                               | Résultat   |
| ----- | --------------- | ------------------------------------------- | ---------- |
| 2017  | Bonsang digital | "Inferiority Complex" de Park Kyung & Eunha | Nomination |